# Ур-Наму
Ур-Наму, такође познат и као Ур-Нама, Ур-Енгур или Ур-Гур, био је оснивач Треће династије Ура у јужној Месопоамији. Познат је и по свом законику који представља најстарији сачувани законик.

## Оснивање Треће династије Ура
Крајем 22. века п. н. е. у Сумеру се почиње истицати гувернер града Ура, Ур-Наму. Он је владао као намесник краља Уту-Хенгала (пета династија Урука). Није могуће тачно утврдити време када се Ур-Наму одметнуо од Утухенгала и основао Трећу династију Ура. Међутим, уручка династија је свакако настала пре 2104. године п. н. е. (између 2112. и 2104. п. н. е.). Ур-Наму је раније морао успоставити своју власт како би 2104. године успео збацити Утухенгала са престола. Династија је владала од 2104. до 2003. године п. н. е. тј. нешто више од сто година. 

## Владавина Ур-Намуа
Након што је приграбио власт, Ур-Наму је понео титулу "Цар Ура, Сумера и Акада" и "Господар Урука". Чувени Сумерски попис краљева вероватно је настао у време владавине Ур-Намуа или његовог наследника. Сукоб Ур-Намуа са лагашким владарем Намаханином проузроковао је избацивање имена владара Лагаша из Списка. 
Ур-Наму је владао областима Сумера, Ки-Ури (Акада), Елама и Сирије, а на северу од Доњег Заба (града Асура) до Персијског залива. Царска власт била је неограничена, типична за источњачке деспотије. Локална управа почивала је на енсијима (цивилним) и шаганима (војним заповедницима). 

## Ур-Намуов законик
Године 1953. је у археолошком музеју у Истанбулу археолог Крамер међу бројним глиненим таблицама открио и правне текстове од којих је био сачињен Ур-Намуов законик. Нађено је 35 параграда од укупно 370 редова. 
У законику се истиче да су Ан и Енлил (главна божанства Ура) предали власт над Уруком богу Нану (Сину) који је као свог заступника на земљи изабрао Ур-Намуа. У наставку се истичу краљеве заслуге. Спомиње се и јединствени систем мера и тегова кога Ур-Наму уводи. Ур-Намуов законик је један од најстаријих сачуваних законика. Ур-Наму се истицао и градитељским делатностима. Први је започео изградњу степенастих пирамида - зигурата. Владао је дванаест година. Наследио га је син Шулги (2094—2046). 

## Владари Сумерско-акадског царства
| Владар                                           | Наследник     | Дужина владавине | Приближане године владавине                  | Коментар          |
| ------------------------------------------------ | ------------- | ---------------- | -------------------------------------------- | ----------------- |
| Ур-Наму                                          |               | 18 година        | око 2047–2030. п. н. е. (Кратка хронологија) | Оснивач династије |
| Шулги                                            | Син Ур-Намуа  | 46 година        | око 2029–1982. п. н. е.                      |                   |
| Амар-Син                                         | Шулгијев син  | 9 година         | око 1981–1973. п. н. е.                      |                   |
| Шу-Син                                           | Син Амар-Сина | 9 година         | око 1972–1964. п. н. е.                      |                   |
| Иби-Син                                          | Син Шу-Сина   | 24 Година        | око 1963–1940. п. н. е.                      |                   |
| Еламци разарају Ур, краљ одведен у заробљеништво |               |                  |                                              |                   |